# دعای ربانی

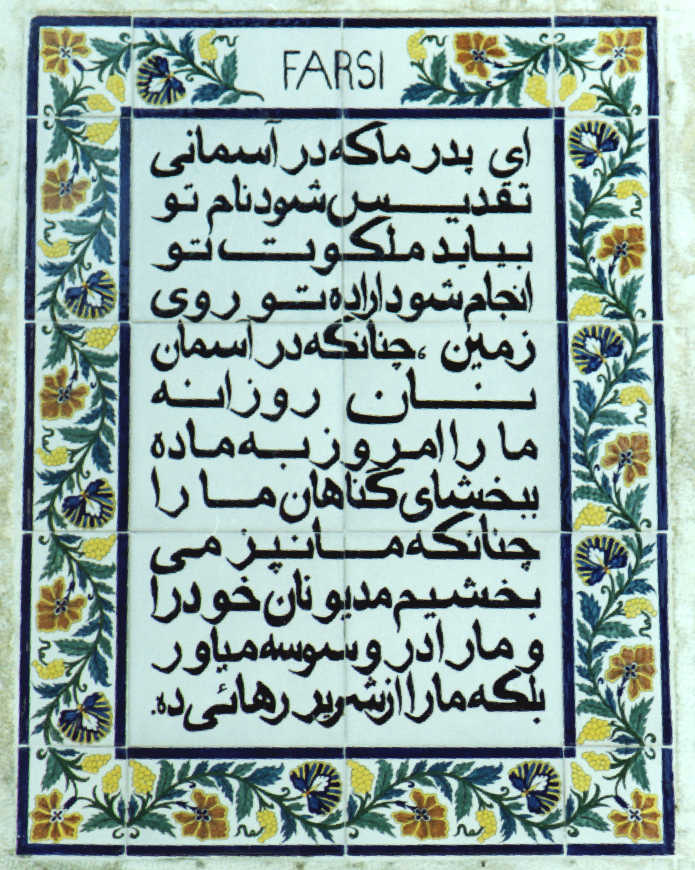
نقش دعای ربانی به زبان فارسی بر دیواری در صومعه Pater Noster (پدر ما) در اورشلیم

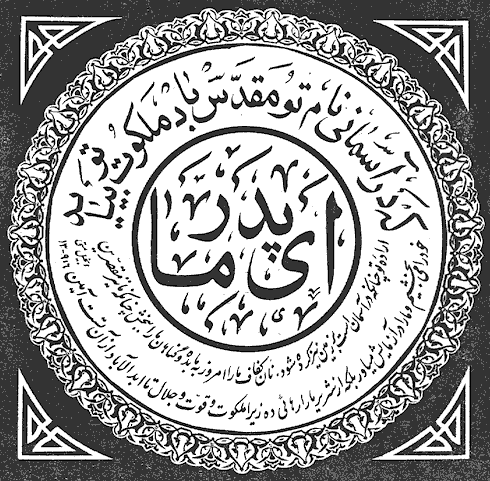
طرحی از دعای ربانی به زبان فارسی

دعای ربانی (در بیشتر زبان‌های جهان، دعای پدر ما، از لاتین Pater Noster) از شناخته‌شده‌ترین دعاها در مسیحیت است که عیسی مسیح به عنوان روشی برای دعا آموزش داد. در یکشنبه عید پاک سال ۲۰۰۷ برآورد شد که بیش از دو میلیارد مسیحی کاتولیک، پروتستان و ارتودوکس، این دعا را به صدها زبان نیایش کردند.
این دعا قسمتی از دعای بالای کوه عیسی مسیح است. در عهد جدید دو نسخه از این دعا ذکر گردیده است. شکلی طولانی‌تر در موعظه روی کوه در انجیل متی ۶:۹ تا ۶:۱۳ آمده است، و شکل کوتاه تری در انجیل لوقا ۱۱:۲ تا ۱۱:۴ زمانی که "یکی از شاگردانش به او گفت: "خداوندا، ما را بیاموز که دعا کنیم، همان‌طور که یحیی به شاگردان خود تعلیم داد"".
با توجه به وجود این دو نسخه، برخی پیشنهاد کرده‌اند که هر دو نسخه اصلی بوده‌اند، نسخه انجیل متی که عیسی در اوایل خدمتش در جلیل به زبان آورده بود، و نسخه انجیل لوقا که یک سال بعد، «به احتمال زیاد در یهودیه» زبان آورده است.
دیداکه (در فصل هشتم) نسخه ای را گزارش می‌دهد که بسیار شبیه به انجیل متی و همچنین به دعای امروزی است. آن را با نیایش جزیی به پایان می‌رساند.
سه درخواست اول از هفت درخواست در متی خطاب به خداست. چهار مورد دیگر مربوط به نیازها و نگرانی‌های انسان است. که دو نمونه از درخواست‌ها به گزارش انجیل متی شامل درخواست‌های "اراده تو انجام شود" و "ما را از شریر نجات بده" (یا "ما را از شر رهایی بخش") است.
این دعا توسط اکثر فرقه‌های مسیحی در عبادت خود استفاده می‌شود و با چند استثنا، شکل نیایش‌سرایی آن از نسخه انجیل متی است. پروتستان‌ها معمولاً دعا را با یک نیایش پایان می‌دهند (در برخی نسخه‌ها، «زیرا پادشاهی، قدرت و جلال از آن توست، تا ابدالاباد، آمین»)، افزوده‌ای که بعداً در برخی از نسخه‌های خطی انجیل متی ظاهر شد. به گفته کلایتون اشمیت، استاد مدرسه الهیات فولر، اگرچه تفاوت‌های الهیاتی و شیوه‌های مختلف عبادت مسیحیان را از هم جدا می‌کند، «در دانستن اینکه مسیحیان در سراسر جهان با هم دعا می‌کنند احساس همبستگی وجود دارد… و این کلمات همیشه ما را متحد می‌کنند».
متن دعا در ترجمه فارسی قدیم بر اساس انجیل متی چنین است:

ای پدر ما که در آسمانی، نام تو مقدس باد.
ملکوت تو بیاید. اراده تو چنان‌که در آسمان است، بر زمین نیز کرده شود.
نان کفاف ما را امروز به ما بده.
و گناهان ما را ببخش چنان‌که ما نیز، آنانکه بر ما گناه کردند را می‌بخشیم.
و ما را در آزمایش میاور، بلکه از شریر رهایی ده.
زیرا ملکوت، قدرت و جلال از آن توست تا ابدالاباد،
آمین.

ویرایش آرامی (لهجه سریانی)، این دعا بسیار معروف است، اما بیشتر محققین معتقد به تقدم یونانی، آن را ترجمه‌ای از یونانی دانسته‌اند.
| ترجمه فارسی | متن فارسی به اوای سریانی | متن لاتین | متن سریانی |
| --- | --- | --- | --- |
| پدر ما که در بهشت هستید نامت درخشان باد پادشاهی تو بیاید اراده تو انجام می‌شود روی زمین همان‌طور که در آسمان است نان امروز ما را بدهید و بدهی‌های ما را ببخش همان‌طور که ما بدهکاران خود را بخشیده‌ایم ما را وسوسه نکنید اما ما را از شر نجات ده زیرا پادشاهی برای تو است قدرت و افتخار برای همیشه آمین | آبون دبَشمایو نِثِقادِشِشموح تیثه مَلکوثُ نِح وه سِبیونوح عَیکانود بَشمایو عافَبَرو حَبلَن لَحمود سینقونَن یامانو وَش بُغ لان خاوَ بَین وَحتوهَن عَیکانو دوفَحنَن شباقُنل خایوبَن لوتالانل نِسیونُ عِلو فَسولَن مِنِبی شومِنتولد دیلوخ حی ملکوتو خایلو تِشبوختولو لامُلمین آمین | Abun d-bashmayo nithqadash shmokh tithe malkuthokh nehwe sebyonokh aykano d-bashmayo oph bar`o hab lan lahmo d-sunqonan yowmono washbuq lan hawbayn wahtohayn aykano doph hnan shbaqan l-hayobayn lo ta`lan l-nesyuno elo paso lan men bisho metul d-dylokh hi malkutho whaylo wteshbuhto l`olam `olmin Amin | ܐܒܘܢ ܕܒܫܡܝܐ ܢܬܩܕܫ ܫܡܟ ܬܐܬܐ ܡܠܟܘܬܟ ܢܗܘܐ ܣܒܝܢܟ ܐܝܟܢܐ ܕܒܫܡܝܐ ܐܦ ܒܪܥܐ ܗܒ ܠܢ ܠܚܡܐ ܕܣܘܢܩܢܢ ܝܘܡܢܐ ܘܫܒܘܩ ܠܢ ܚܘܒܝܢ ܘܚܬܗܝܢ ܐܝܟܢܐ ܕܐܦ ܚܢܢ ܫܒܩܢ ܠܚܝܒܝܢ ܠܐ ܬܥܠܢ ܠܢܣܝܘܢܐ ܐܠܐ ܦܨܐ ܠܢ ܡܢ ܒܝܫܐ ܡܛܠ ܕܕܠܟ ܗܝ ܡܠܟܘܬܐ ܘܚܝܠܐ ܘܬܫܒܘܚܬܐ ܠܥܠܡ ܥܠܡܝܢ ܐܡܝܢ |